# Bhutan Women’s Football League 2018
Die Bhutan Women’s Football League 2018 (aus Sponsorengründen UTH Women’s Super League) war die 3. Spielzeit der Bhutanesischen Fußballliga der Frauen. Titelverteidiger war Bhutan U-15. Die Saison begann am 1. Juli 2018 und endete mit den Meisterschafts-Finalspiel am 30. Juli 2018.

## Modus
Zuerst ermitteln alle acht Mannschaften in einer Hinrunde die besten vier Mannschaften. Die besten Vier qualifizieren sich für die Meisterschaftsrunde. Danach ermitteln die besten vier Mannschaften im K.-o.-Modus den diesjährigen Meister.

## Teilnehmer
| - Sunrise Women’s FC - BFF Academy FC - U-16 Gelephu FC - Thimphu City Ladies FC | - Mandala FC - Thimphu FC - Druk United FC - Tensung Bum’s FC |

## Reguläre Saison

### Abschlusstabelle
| Pl. | Verein                 | Sp. | S | U | N | Tore    | Diff. | Punkte |
| --- | ---------------------- | --- | - | - | - | ------- | ----- | ------ |
| 1.  | Sunrise Women’s FC     | 7   | 6 | 1 | 0 | 034:100 | +33   | 19     |
| 2.  | BFF Academy FC         | 7   | 5 | 2 | 0 | 066:200 | +64   | 17     |
| 3.  | U-16 Gelephu FC        | 7   | 5 | 1 | 1 | 053:200 | +51   | 16     |
| 4.  | Thimphu City Ladies FC | 7   | 4 | 0 | 3 | 017:220 | −5    | 12     |
| 5.  | Mandala FC             | 7   | 3 | 0 | 4 | 007:260 | −19   | 09     |
| 6.  | Thimphu FC             | 7   | 2 | 0 | 5 | 006:340 | −28   | 06     |
| 7.  | Druk United FC         | 7   | 1 | 0 | 6 | 003:450 | −42   | 03     |
| 8.  | Tensung Bum’s FC       | 7   | 0 | 0 | 7 | 002:560 | −54   | 0      |

| Zum 7. Spieltag:                      |                                                               |
| Qualifikation zur Meisterschaftsrunde |                                                               |
|                                       |                                                               |
| Zum Saisonende 2017:                  |                                                               |
| (M)                                   | Amtierender Meister: Bhutan U-15 (trat nicht an diese Saison) |

## Meisterschaftsrunde

### Halbfinale
|                    | Gesamt |                        | Hinspiel | Rückspiel |
| ------------------ | ------ | ---------------------- | -------- | --------- |
| Sunrise Women’s FC | 10:00  | Thimphu City Ladies FC | 5:0      | 5:0       |
| BFF Academy FC     | 3:0    | U-16 Gelephu FC        | 1:0      | 2:0       |

### Spiel um Platz 3.
|                 | Ergebnis |                        |
| --------------- | -------- | ---------------------- |
| U-16 Gelephu FC | 10:00    | Thimphu City Ladies FC |

### Finale
|                    | Ergebnis |                |
| ------------------ | -------- | -------------- |
| Sunrise Women’s FC | 0:1      | BFF Academy FC |